# CAC Wackett
Die CAC Wackett war ein Schulflugzeug der australischen Commonwealth Aircraft Corporation und das erste Flugzeug, das von diesem Hersteller selbst entwickelt wurde. Benannt wurde es nach seinem Konstrukteur Lawrenz Wackett.

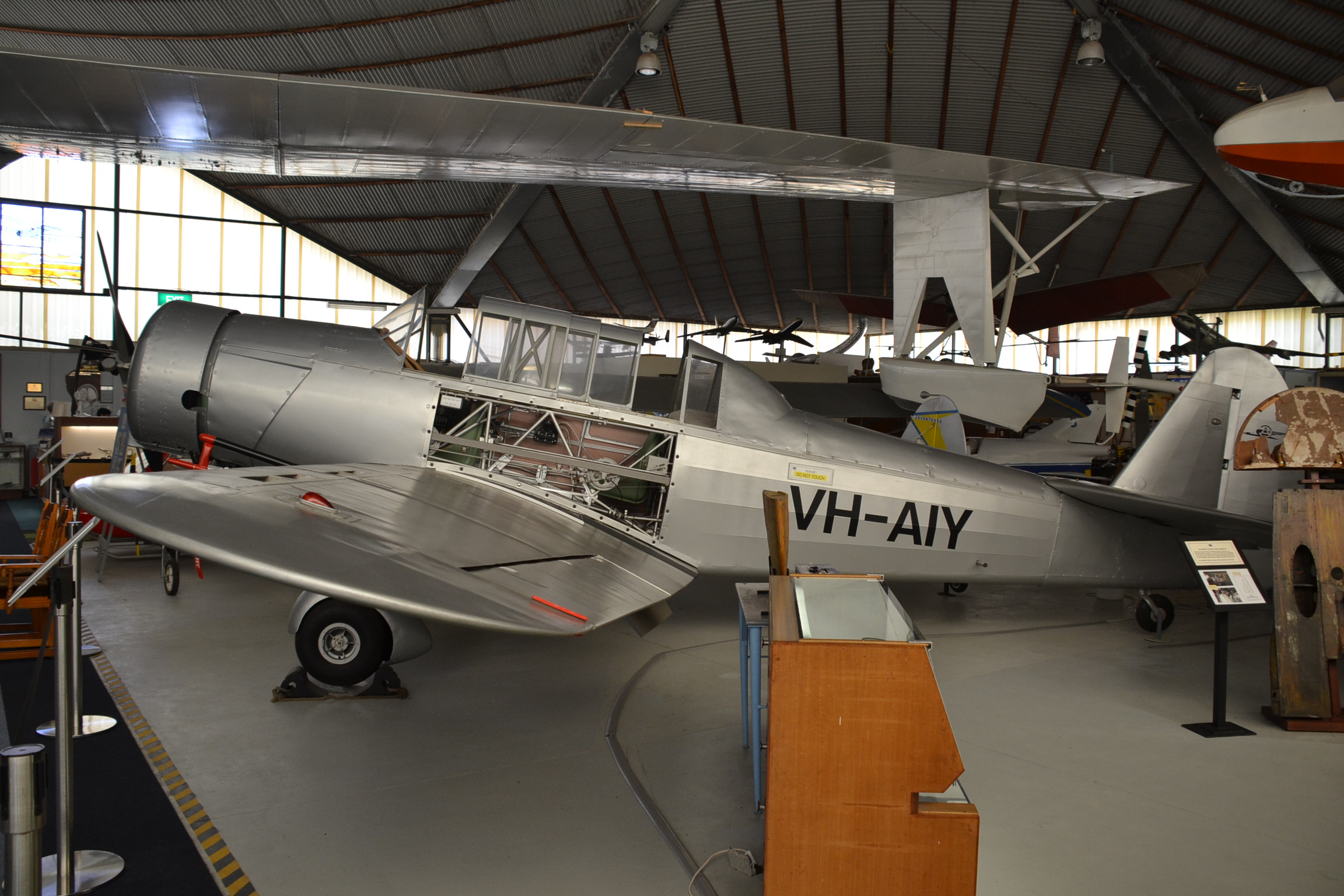
Eine Wacket im Aviation Heritage Museum, Bull Creek, Western Australia

## Geschichte und Konstruktion
Die Wackett wurde auf Grund der RAAF Spezifikation 3/38 für ein Anfängerschulflugzeug entworfen. Die Maschine war ein Tiefdecker mit nicht einziehbarem Spornradfahrwerk und einem mit Stoff bespannten Stahlrohrrumpf. Tragflächen und Leitwerk waren aus Holz gefertigt und ebenfalls mit Stoff bespannt. Lehrer und Schüler saßen hintereinander. Trotz der Einfachheit der Konstruktion wurde mit dem den Bau des ersten von zwei CA-2-Prototypen erst im Oktober 1938 begonnen und konnte erst im September 1939 abgeschlossen werden. Der Prototyp flog erstmals am 19. September 1939 und war mit einem de Havilland Gipsy Major ausgestattet. Dieser Motor erwies sich für dieses Flugzeug jedoch als zu schwach, sodass der zweite Prototyp noch vor seinem Erstflug im November 1939 mit einem de Havilland Gipsy Six ausgestattet wurde. Obwohl die Flugleistungen durch den anderen Motor verbessert werden konnten, verbesserten sich die Leistung beim Start nicht, da der Motor schwerer war, sodass schließlich Mitte 1940 beide Prototypen mit dem Warner-Scarab-Sternmotor ausgerüstet wurden.
Die RAAF ließ sich mit ihrer Bestellungen mehrere Monate Zeit, da es eine Weile schien, als sei der Schulflugzeugbedarf mit anderen Typen abgedeckt. Schließlich wurde im August 1940 doch eine Bestellung platziert und die Wackett ging in Produktion. Die erste CA-6 Wackett aus der Serienproduktion flog am 6. Februar 1941 und wurde im März desselben Jahres in Dienst gestellt. Auf Grund von Problemen bei der Propellerbeschaffung konnten viele fertiggestellte Flugzeuge nicht sofort in Dienst gestellt werden. Nach dem Ausbruch des Krieges im Pazifik wurde der Produktionsausstoß erhöht, um Platz für die Produktion der CAC Boomerang zu schaffen. Die letzte Wackett wurde am 22. April 1942 an die RAAF ausgeliefert.
In den 1950er-Jahren wurden mehrere Flugzeuge von Kingsford Smith Aviation Service zu Agrarflugzeuge umgebaut, welche KS-2 oder KS-3 Cropmaster hießen. Eine KS-2 hatte einen Chemikalienbehälter im vorderen Cockpit, diesem Modell blieb der Erfolg verwehrt, sodass die Maschine zur KS-3 mit dem Chemikalienbehälter im hinteren Cockpit umgebaut wurde. Vier weitere Wacketts wurden zu KS-3 umgebaut. Das Modell wurde weiterentwickelt und daraus von der Yeoman Aviation, einem Tochterunternehmen, die Yeoman Cropmaster entwickelt.

## Varianten
- CA-2 Wackett Trainer: Prototyp, 2 gebaut
- CA-6 Wackett Trainer: Serienversion, 200 gebaut

## Produktionszahlen
| Fiskaljahr              | Anzahl |
| ----------------------- | ------ |
| 01.07.1940 – 30.06.1941 | 13     |
| 01.07.1941 – 30.06.1942 | 187    |
| Summe                   | 200    |

## Militärische Nutzung
- Australien
- Niederlande: Die niederländische Ostindienarmee erhielt 30 ehemalige Maschinen der RAAF.
- Indonesien: Einige ehemalige Maschinen der niederländische Ostindienarmee, nach der Unabhängigkeit Indonesiens

## Technische Daten
| Kenngröße             | Daten (CA-6)                                       |
| --------------------- | -------------------------------------------------- |
| Besatzung             | 2                                                  |
| Länge                 | 7,92 m                                             |
| Spannweite            | 11,28 m                                            |
| Höhe                  | 2,06 m                                             |
| Flügelfläche          | 17,1 m²                                            |
| Flügelstreckung       | 7,4                                                |
| Leermasse             | 866 kg                                             |
| max. Startmasse       | 1175 kg                                            |
| Reisegeschwindigkeit  | 178 km/h                                           |
| Höchstgeschwindigkeit | 185 km/h                                           |
| Dienstgipfelhöhe      | 4877 m                                             |
| Reichweite            | 683 km                                             |
| Triebwerke            | 1 × 7-Zylinder-Sternmotor Warner Scarab mit 130 kW |